# Tidningar i Ukraina

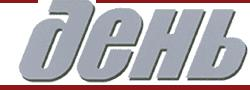
Den ('Dagen') är en av dagstidningarna som ges ut i Kiev.

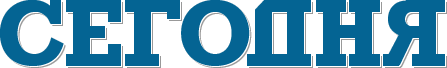
Segodnja är en av de stora ryskspråkiga dagstidningarna i Kiev.

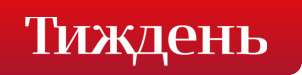
Ukrajinskyj Tyzjden är en veckoutgiven nyhetstidning, tryckt på ukrainska.

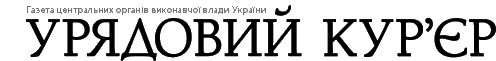
Ukrainskspråkiga Urjadovyj Kurjer är regeringens dagliga nyhetstidning.

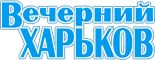
Vetjernij Charkov är en ryskspråkig dagstidning i Charkiv.

Tidningar i Ukraina ges huvudsakligen ut på två språk: ukrainska och ryska. Vissa av de större dagstidningarna i Ukraina ingår i koncerner med bas i Ryska federationen. På grund av en lång tradition av förryskning av Ukrainas samhällsliv var år 2012 landets största dagstidningarna på ryska, trots att ukrainska är landets enda officiella språk och modersmål för över två tredjedelar av befolkningen. 2005 var två av tre ukrainska tidningsexemplar med text på ryska. Större ukrainskspråkig tidningsutgivning finns främst i de västra och centrala delarna av landet.

## Historik

### Rysk och sovjetisk tid
Området som 2014 täcks av nationen Ukraina hade fram till 1820-talet endast tidningar utgivna med bas i Ryssland (på ryska) och Österrike-Ungern (på tyska). 1819 grundades den ryskspråkiga Charkovskije Izvestija, som den första lokaltidningen. I västra Ukraina startades efter 1830 flera olika tidskrifter och tidningar tryckta på ukrainska, inklusive dagstidningen Zorja Halytska. Den ukrainska pressen sammankopplades med olika ukrainska frihetsrörelser, vilket 1863 ledde till ett förbud mot all utgivning på det ukrainska språket.
Efter ryska revolutionen 1905 började tidningar på ukrainska återigen tryckas, vilket påverkade den nationella frigörelsen 1918. Bolsjevikerna stödde fram till 1927 en "ukrainisering" av pressen, vilket därefter vändes i sin motsats. Under den sovjetiska tiden stod Ukrainas massmedier helt under kommunistpartiets kontroll.

### Efter självständigheten
Se även Ukrainas språksituation
1992 antogs en lag om pressfrihet. 1996 utkom i landet 44 dagstidningar, och utgivningen var till allra största delen privatägd – en drastisk skillnad jämfört med den statliga monopolsituationen vid årtiondets början. Mot slutet av decenniet började dock vissa tecken på en hårdnande pressituation, med politiska påtryckningar mot medier, åter framträda. Den orangea revolutionen lättade åter på de (förekommande) politiska påtryckningarna mot pressen
2012 var fortfarande majoriteten av de större tidningarna var tryckta på ryska. 1999 var de regeringsstödda Fakty i Kommentarii och Segodnja de största dagstidningarna, var och en tryckta i över 1,1 miljoner exemplar. De viktigaste vänsterpolitiska tidningarna var då Silski Visti (tryckt på ukrainska) och Tovarisjtj. Komsomolskaja Pravda är en av de stora ryska (med ägare i Ryska federationen) tidningarna som etablerats i landet, kompletterade med bilagor med lokalt ukrainskt material.
Många av de nystartade ukrainskspråkiga tidningarna har haft svårt att nå större upplagor. En av orsakerna är papperspris och beskattning, vilket gjort att tidningar som tryckts i Ryssland (och sedan transporterats till Ukraina) kunna hålla lägre pris per ex.
2006 var alla större ukrainska dagstidningar privatägda. Samma år var, enligt okontrollerade (och sannolikt uppblåsta) data, endast 34,4 procent av den tryckta dagstidningsupplagan skriven på ukrainska. Detta var en nedgång från 1995 års 47,6 procent men en uppgång från 27,1 procent bottenåret 2000.
Även i övrigt dominerar ryskspråkig press i de ukrainska tidningsställen. I västra Ukraina syns ryskspråkiga tidningar flitigt i butikerna, medan de totalt dominerar i huvudstaden Kiev.

## Nyhetsmedier (urval)
Nedan listas olika sorters nyhetsmedier, med undantag för TV och radio. Det inkluderar både dagstidningar, veckoutgivna nyhetstidningar, större webbtidningar med nyhetsinriktning samt nyhetsbyråer.
| Namn                                                | Typ                          | Utgivningsort | Upplaga                                                                                    | Språk                                    | Webbplats                                               | Noter |
| --------------------------------------------------- | ---------------------------- | ------------- | ------------------------------------------------------------------------------------------ | ---------------------------------------- | ------------------------------------------------------- | --- |
| Argumenty i Fakty Ukraina                           | Dagstidning                  | Kiev          | 170 000 (2006)                                                                             | Ryska                                    | Aif.ua                                                  | Ukraina-upplaga av den Rysslandsbaserade tidningen.                                                                       |
| Chrestjatyk                                         | Regional, fullformat         | Kiev          |                                                                                            | Ukrainska                                | Kreschatic.kiev.ua                                      | |
| DELO                                                | Affärstidning, berliner      | Kiev          | 15 000                                                                                     | Ryska                                    | Delo.ua                                                 | Grundad 2005, ägd av Ekonomika (tysk/tjeckisk/ukrainskt samriskbolag).                                                    |
| Delovaja Stolitsa                                   | Affärstidning, fullformat    | Kiev          | 50 000                                                                                     | Ryska                                    | Dsnews.com.ua                                           | Grundad 2001, ägd av Lukoil.                                                                                              |
| Den ('Dagen')                                       | Fullformat                   | Kiev          | 62 500 (2006)                                                                              | Ukrainska Ryska Engelska                 | Day.kiev.ua Day.kiev.ua/ru Day.kiev.ua./en              | Grundad 1996, västvänlig, f.d. premiärministern Jevhen Martjuks fru är chefredaktör.                                      |
| Ekspres                                             | Rikstidning                  | Lviv          | 508 200 (torsdagsupplagan) 1 223 700 (per vecka)                                           | Ukrainska                                | Expres.ua                                               | Grundad 1992. |
| Fakty i Kommentarii ('Fakta och kommentarer')       | Tabloid                      | Kiev          | 600 000 (2006, uppskattning) 761 000 (2006, okontrollerat) 1 100 000 (2001)                | Ryska                                    | Facts.kiev.ua                                           | Grundad 1997, kontrollerad av Leonid Kutjma-relaterade (och västvänlige) oligarken Viktor Pintjuk.                        |
| Hazeta po-Ukrajinsky                                | Daglig                       |               | 60 000 (2006; fredag: 300 000)                                                             | Ukrainska                                |                                                         | |
| Holos Ukraijiny ('Ukrainas röst')                   | Daglig                       | Kiev          | 170 000 (2002)                                                                             | Ukrainska                                | Golos.com.ua                                            | Grundad 1990, utgiven av Verchovna Rada.                                                                                  |
| Interfax-Ukrajina                                   | Nyhetsbyrå                   | Kiev          | –                                                                                          | Ryska Ukrainska Engelska                 | Interfax.com.ua Interfax.com.ua/ukr Interfax.com.ua/eng | Grundad 1992, ägd av ryska Interfax.                                                                                      |
| Kievskije Vedomosti                                 | Daglig                       |               | 150 000 (2006)                                                                             | Ryska Ukrainska (1 gg/v)                 |                                                         | |
| Komunist ('Kommunisten')                            |                              |               | 92 000 (2006)                                                                              | Ryska Ukrainska                          | Komunist.com.ua Komunist.com.ua/index_u.html            | |
| Komsomolskaja Pravda v Ukrajine                     | Fullformat                   | Kiev          | 1 000                                                                                      | Ryska (lokaleditioner på ukrainska)      | Kp.ua                                                   | Grundad 1996, systertidning till Komsomolskaja Pravda.                                                                    |
| Kyiv Post                                           | Internet endast (1 nr/vecka) | Kiev          | 11 000                                                                                     | Engelska                                 | Kyivpost.com                                            | Grundad 1995, liberal/oberoende, ägs av Mohammad Zahoor.                                                                  |
| Odessa Daily                                        | Regional                     | Odessa        |                                                                                            | Ryska                                    | Odessa-daily.com.ua                                     | |
| Postup                                              | Regional                     | Lviv          | 200 000                                                                                    | Ukrainska                                | Postup.brama.com                                        | |
| Segodnja ('Idag')                                   | Tabloid                      | Kiev          | 500 000 (2006, uppskattning) 700 000 (2006, okontrollerat) 849 000 (2006) 1 100 000 (1999) | Ryska Ukrainska                          | Segodnja                                                | Grundad 1997, ägd av Donetsk-baserade System Capital Management Holdings.                                                 |
| Silski Visti ('Landsbygdsnyheter')                  | Fullformat                   | Kiev          | 196 669 430 000 (2006) 560 000 (2002)                                                      | Ukrainska                                | Silskivisti.kiev.ua                                     | Grundad 1920, vänder sig till landsbygdsbefolkningen och har stor andel prenumeranter.                                    |
| Ukrajina Moloda ('Unga Ukraina')                    | Daglig                       | Kiev          | 163 000 (2006) 84 000 (2002)                                                               | Ukrainska                                | Umoloda.kiev.ua                                         | Grundad 1999, "pro-ukrainsk/Justjtjenko", ung målgrupp.                                                                   |
| Ukrajinska Pravda ('Ukrainsk sanning')              | Internet endast              | Kiev          | –                                                                                          | Ukrainska (huvudsakligen) Ryska Engelska | Pravda.com.ua Pravda.com.ua/rus En.pravda.com.ua        | Grundad 2000, ägd av Olena Prytula (änkan efter Giorgi Gongadze).                                                         |
| Unian                                               | Nyhetsbyrå                   | Kiev          | –                                                                                          | Ukrainska Ryska Engelska                 | Unian.ua Unian.net Unian.net/eng                        | Grundad 1993, ägd av företagsgruppen "Privat" (kontrollerad av en grupp oligarker med ursprung i Dnipropetrovsk).         |
| Urjadovyj Kurjer                                    | Fullformat                   | Kiev          | 130 000–230 000 101 000 (2002)                                                             | Ukrainska                                | Ukurier.gov.ua                                          | Grundad 1990, ägd/utgiven av Ukrainas regering.                                                                           |
| Vetjernie Vesti ('Kvällsnyheter')                   | Tabloid                      | Kiev          | 530 000 500 000 (2006)                                                                     | Ryska (Ukrainska 1 gg/v)                 |                                                         | Grundad 1999, kontrollerad av Julia Tymosjenko (2006).                                                                    |
| Vetjernij Charkov                                   | Tabloid (3 ggr/vecka)        | Charkiv       | 120 000 (2009)                                                                             | Ryska                                    | Vecherniy.kharkov.ua                                    | Grundad 1969 som ryskspråkiga Vechirnyj Charkiv, bytte senare till ett tvåspråkigt och slutligen enspråkigt ryskt format. |
| Video Novosti                                       | Rikstidning                  | Kiev          | 7 000                                                                                      | Ryska                                    | Videonews.com.ua                                        | |
| Vse pro Bychhalter'skyj oblik ('Allt om bokföring') | Rikstidning, A4 (2nr/vecka)  | Kiev          | 93 100                                                                                     | Ukrainska, ryska                         | Vobu.com.ua                                             | Grundad 1994 |
| Vysoky Zamok ('Högt slott')                         | Rikstidning                  | Lviv          | 450 000                                                                                    | Ukrainska                                | Wz.lviv.ua                                              | |
| Zerkalo Nedeli (ryska) Dzerkalo Tyzjnja (ukrainska) | Fullformat (1 nr/vecka)      | Kiev          | 48 000 57 000 (2006)                                                                       | Ukrainska Ryska Engelska                 | DT.ua ZN.ua MW.ua                                       | Grundad 1994, inflytelserik och med neutral/liberal hållning, sedan 2002 även utgiven på ukrainska.                       |

## Övriga tidningar (urval)
| Namn                                   | Frekvens | Utgivningsort | Upplaga         | Språk                      | Webbplats         | Noter                                              |
| -------------------------------------- | -------- | ------------- | --------------- | -------------------------- | ----------------- | -------------------------------------------------- |
| Fokus                                  | Vecka    | Kiev          | 34 290          | Ryska                      | Focus.ua          | Grundad 2006, ägd av Ukrainian Media Holding.      |
| Jedinstvennaja                         | Vecka    | Kiev          | 320 000 (2009?) | Ryska                      |                   |                                                    |
| Krajina                                | Vecka    | Kiev          | 21 800          | Ukrainska                  | Gazeta.ua/kraina  |                                                    |
| Lviv Today                             | Månad    | Lviv          | 5 000           | Engelska                   | Lvivtoday.com.ua  | Grundad 2008, ägd av journalisten Peter Dickinson. |
| Natali                                 |          |               | 688 000 (2009?) | Ryska                      | Natali.ua         |                                                    |
| Novynar                                | Vecka    |               |                 | Ukrainska                  | Novynar.com.ua    |                                                    |
| RBG-Azimuth                            | Kvartal  |               |                 | Ryska                      | Rbg-azimut.com    | Grundad 2006, science fiction-berättelser.         |
| Ukrajinskyj Tyzjden ('Ukrainsk vecka') | Vecka    |               | 41 500          | Ukrainska                  | UT.net.ua         | Nyhetsveckotidning, ägs av ECEM Media Ukraine.     |
| The Ukrainian Week                     | 6 ggr/år |               |                 | Engelska                   | Ukrainianweek.com | Systertidning till Ukrajinskyj Tyzjden.            |
| Ukrainian Gothic Portal                | Kvartal  |               | 6 000           | Ukrainska, ryska, engelska | Gothic.com.ua     | Grundad 1999, gotisk subkultur.                    |